# Eric Stonestreet

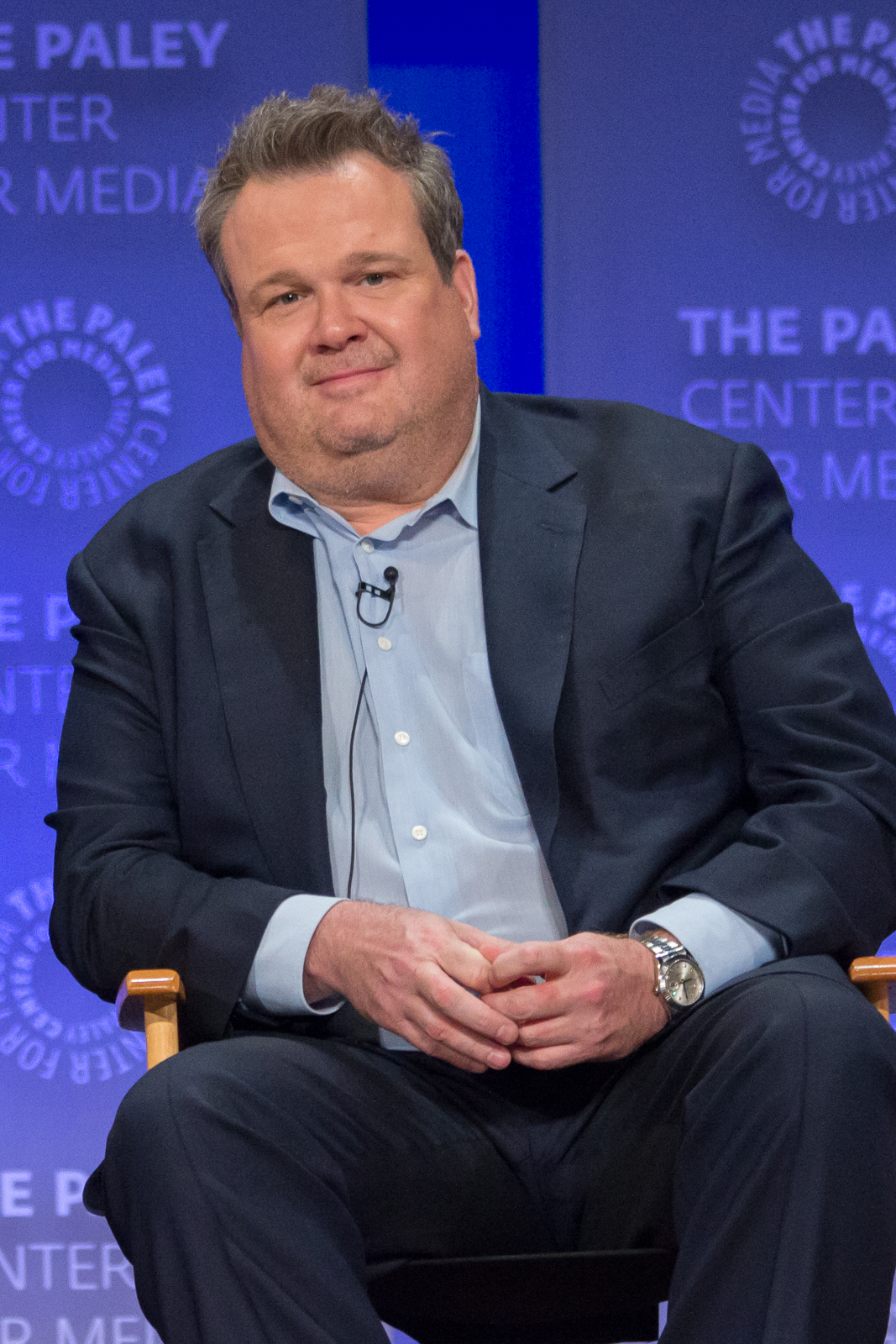
Eric Stonestreet, 2015

Eric Stonestreet (* 9. September 1971 in Kansas City, Kansas) ist ein US-amerikanischer Schauspieler.

## Biografie
Stonestreet schloss 1996 an der Kansas State University ein Studium der Soziologie ab, woraufhin er zwei Jahre lang an einem Improvisationstheater in Chicago spielte, bevor er nach Los Angeles zog, um seine Schauspielkarriere voranzubringen.
Neben kleineren Filmauftritten, beispielsweise 2000 in Almost Famous oder 2005 in Die Insel, war Stonestreet vor allem in US-amerikanischen Fernsehserien zu sehen. In den ersten Jahren spielte er Episodenrollen in Dharma & Greg, Malcolm mittendrin, Party of Five, Chaos City und Emergency Room – Die Notaufnahme. Die Ermittlungsserie CSI: Vegas stellte ihn für 13 Episoden von 2001 bis 2005 als durchgehende Rolle ein. Weitere Episodenrollen, wie in Crossing Jordan – Pathologin mit Profil, Bones – Die Knochenjägerin, American Dad, Navy CIS oder Monk folgten, bevor er für die ABC-Serie Modern Family als Teil des Hauptcasts besetzt wurde. Für die Rolle des homosexuellen Adoptivvaters Cameron Tucker wurde er 2010 für den Television Critics Association Award nominiert und erhielt den Primetime Emmy Award 2010 und 2012 in der Kategorie Nebendarsteller in einer Comedyserie. 2011, 2012 und 2013 folgten Golden-Globe-Nominierungen als bester Nebendarsteller.
Wenngleich er in seiner bekanntesten Rolle einen homosexuellen Mann verkörpert, ist Stonestreet heterosexuell. Seine deutsche Synchronstimme in Modern Family ist Robert Louis Griesbach.
Im 2014 erschienenen Musikvideo zu Weird Al Yankovics Tacky, einer Parodie auf Pharrell Williams Happy, ist Stonestreet ebenfalls vertreten.

## Filmografie (Auswahl)

### Filme
- 2000: Almost Famous – Fast berühmt (Almost Famous)
- 2003: F.A.T.
- 2003: Girls Will Be Girls
- 2003: Street of Pain (Kurzfilm)
- 2004: Straight-Jacket
- 2004: Knuckle Sandwich
- 2005: Saddam 17
- 2005: Die Insel (The Island)
- 2006: 13 Graves (Fernsehfilm)
- 2007: American Breakdown – Lebe und Lerne (Stories USA)
- 2008: Ninja Cheerleaders
- 2008: American Crude
- 2009: This Might Hurt (Fernsehfilm)
- 2010: Father vs. Son
- 2011: Bad Teacher
- 2013: Voll abgezockt (Identity Thief)
- 2014: The Loft
- 2016: Pets (The Secret Life of Pets, Stimme)
- 2016: Auf Treu und Glauben (Confirmation, Fernsehfilm)
- 2019: Pets 2 (The Secret Life of Pets 2, Stimme)

### Fernsehserien
- 1999: Dharma & Greg (eine Folge)
- 2000: I’ve Got a Secret
- 2000: Malcolm mittendrin (Malcolm in the Middle, eine Folge)
- 2000: Party of Five (eine Folge)
- 2000: Chaos City (Spin City, eine Folge)
- 2000: Emergency Room – Die Notaufnahme (ER, eine Folge)
- 2001: The West Wing – Im Zentrum der Macht (The West Wing, eine Folge)
- 2001–2005: CSI: Vegas (CSI: Crime Scene Investigation, 13 Folgen)
- 2002: Greg the Bunny (eine Folge)
- 2002: Providence (eine Folge)
- 2005: Close to Home (eine Folge)
- 2007: Crossing Jordan – Pathologin mit Profil (Crossing Jordan, eine Folge)
- 2007: Bones – Die Knochenjägerin (Bones, 2 Folgen)
- 2007: On the Lot (2 Folgen)
- 2007: American Dad (American Dad!, eine Folge, Stimme)
- 2008: The Mentalist (eine Folge)
- 2008: Pushing Daisies (eine Folge)
- 2008: Navy CIS (NCIS, eine Folge)
- 2009: Monk (S08E03)
- 2009: Nip/Tuck – Schönheit hat ihren Preis (Nip/Tuck, eine Folge)
- 2009–2020: Modern Family
- 2011: American Horror Story (eine Folge)
- 2022: The Masked Singer (eine Folge, Gastjuror)
- 2023: Santa Clause: Die Serie (The Santa Clauses, Fernsehserie, Staffel 2)
- 2025: Dexter: Wiedererwachen